# Jeździectwo na Letnich Igrzyskach Olimpijskich 1996
Jeździectwo na letnich Igrzyskach Olimpijskich w Atlancie rozgrywane było w dniach 23 lipca - 4 sierpnia w Georgia International Horse Park oddalonym o 50 km od Atlanty. W rywalizacji wzięło udział 217 jeźdźców, w tym 66 kobiet, z 30 krajów.

## Medaliści
| Państwa               | Złoto | Srebro | Brąz | Razem |
| --------------------- | ----- | ------ | ---- | ----- |
| 1. Niemcy             | 4     | 0      | 0    | 4     |
| 2. Nowa Zelandia      | 1     | 1      | 1    | 3     |
| 3. Australia          | 1     | 0      | 0    | 1     |
| 4. Stany Zjednoczone  | 0     | 2      | 2    | 4     |
| 5. Holandia           | 0     | 2      | 1    | 3     |
| 6. Szwajcaria         | 0     | 1      | 0    | 1     |
| 7. Brazylia · Francja | 0     | 0      | 1    | 1     |

| Konkurencja                          | Złoty medal                                                                    | Srebrny medal                                                                                | Brązowy medal                                                                         |
| ------------------------------------ | ------------------------------------------------------------------------------ | -------------------------------------------------------------------------------------------- | ------------------------------------------------------------------------------------- |
| Ujeżdżenie Indywidualne              | Niemcy · Isabell Werth                                                         | Holandia · Anky van Grunsven                                                                 | Holandia · Sven Rothenberger                                                          |
| Ujeżdżenie Drużynowo                 | Niemcy · Klaus Balkenhol · Martin Schaudt · Monica Theodorescu · Isabell Werth | Holandia · Tineke Bartels · Anky van Grunsven · Sven Rothenberger · Gonnelien Rothenberger · | Stany Zjednoczone · Robert Dover · Michelle Gibson · Steffen Peters · Guenter Seidel  |
| WKKW Indywidualnie                   | Nowa Zelandia · Blyth Tait                                                     | Nowa Zelandia · Sally Clark                                                                  | Stany Zjednoczone · Kerry Millikin                                                    |
| WKKW drużynowo                       | Australia · Wendy Schaeffer · Gillian Rolton · Andrew Hoy · Phillip Dutton ·   | Stany Zjednoczone · Karen O’Connor · David O’Connor · Bruce Davidson · Jill Henneberg        | Nowa Zelandia · Blyth Tait · Andrew Nicholson · Vaughn Jefferis · Vicky Latta         |
| Skoki przez przeszkody indywidualnie | Niemcy · Ulrich Kirchhoff                                                      | Szwajcaria · Wilhelm Melliger                                                                | Francja · Alexandra Ledermann                                                         |
| Skoki przez przeszkody drużynowo     | Niemcy · Franke Sloothaak · Lars Nieberg · Ulrich Kirchhoff · Ludger Beerbaum  | Stany Zjednoczone · Peter Leone · Leslie Burr-Howard · Anne Kursinski · Michael Matz         | Brazylia · Luiz Azevedo · Álvaro de Miranda Neto · Andre Johannpeter · Rodrigo Pessoa |